# Damageplan
Damageplan var ett band som bröderna Vinnie Paul och Dimebag Darrell startade upp efter att Pantera splittrats. Bandet hann släppa ett album, New Found Power, innan gitarristen Dimebag Darrell blev mördad samma år som det släpptes  2004. Banduppställningen på albumet var: Patrick Lachman (sång), Dimebag Darrell (gitarr), Vinnie Paul (trummor) och Bob Zilla (elbas).

## Medlemmar
Senaste medlemmar
- Bob "Bobzilla" Kakaha – basgitarr (2003–2004)
- Vinnie Paul (Vincent Paul Abbott) – trummor (2003–2004)
- Dimebag Darrell (Darrell Lance Abbott) – gitarr, bakgrundssång (2003–2004; död 2004)
- Patrick Lachman – sång (2003–2004)

Tidigare medlemmar
- Shawn Matthews – basgitarr (2003)

Bidragande musiker (studio)
- Corey Taylor – sång
- Zakk Wylde (Jeffrey Phillip Wielandt) – gitarr, sång

## Diskografi
Album
- 2004 – New Found Power

Singlar
- 2003 – "Breathing New Life"
- 2004 – "Explode"
- 2004 – "Pride" (#30 på Billboard Hot Mainstream Rock Tracks)
- 2004 – "Save Me" (#16 på Billboard Hot Mainstream Rock Tracks)
- 2004 – "Reborn"